# Sveta Lucija
Sveta Lucija (en italien : Santa Lucia) est une localité de Croatie située en Istrie, dans la municipalité d'Oprtalj, dans le comitat d'Istrie. En 2001, la localité comptait 41 habitants.

## Démographie
| 1948 | 1953 | 1961 | 1971 | 1981 | 1991 | 2001 |
| ---- | ---- | ---- | ---- | ---- | ---- | ---- |
| 288  | 267  | 172  | 94   | 77   | 50   | 41   |